# Schistophleps plagosus
Schistophleps plagosus är en fjärilsart som beskrevs av Rothschild 1916. Schistophleps plagosus ingår i släktet Schistophleps och familjen björnspinnare. Inga underarter finns listade.